# Liste der deutschen Botschafter in Turkmenistan
Die Liste der deutschen Botschafter in Turkmenistan enthält die Botschafter der Bundesrepublik Deutschland in Turkmenistan. Sitz der Botschaft ist in Aschgabat.
| Name                   | Amtszeit  |
| ---------------------- | --------- |
| Peter Schaller         | 1993–1996 |
| Hans-Jürgen Keilholz   | 1996–2000 |
| Hans Günther Mattern   | 2000–2003 |
| Hans Mondorf           | 2003–2008 |
| Reiner Morell          | 2008–2012 |
| Helmut-Wolfgang Brett  | 2012–2015 |
| Ralf Breth             | 2015–2016 |
| Margret Uebber         | 2016–2019 |
| Neithart Höfer-Wissing | 2019–2022 |
| Michael Bierhoff       | 2022–2024 |
| Bernd Heinze           | seit 2024 |